# Kvítkovice (okres České Budějovice)
Obec Kvítkovice se nachází v okrese České Budějovice, kraj Jihočeský, při severovýchodním úpatí pohoří Blanský les, zhruba 10,5 km západně od Českých Budějovic. Žije zde 133 obyvatel.
Ve vzdálenosti 16 km jižně od Kvítkovic leží město Český Krumlov, 24 km severozápadně město Vodňany a 25 km západně město Prachatice.

## Historie
První písemná zmínka o vsi (Witkowich) pochází z roku 1263. Ze vsi pocházel Štír z Kvítkovic, zakladatel rodu, který se později nazýval Brandlínští ze Štěkře. Po zrušení poddanství tvořily Kvítkovice od roku 1850 samostatnou obec, zahrnující tehdy i osadu Čakovec. Za nacistické okupace byly mezi lety 1943 a 1945 začleněny pod obec Čakov, poté znovu samostatné. S účinností od 14. června 1964 se Kvítkovice staly součástí obce Lipí, do té doby kvítkovický Čakovec současně připadl obci Jankov. Nejnověji se Kvítkovice osamostatnily na základě místního referenda k 1. lednu 1993.

## Pamětihodnosti
- Několik dochovaných stavení ve stylu selského baroka. Zvláštností místní architektury jsou nesymetrické štíty domů se štukovým dekorem.
- Výklenková kaplička při rozcestí směrem na Habří a Dubné, barokní z roku 1730
- Kovárna z roku 1823, na návsi, dnes využita jako hospůdka. Na střeše hnízdí čápi.
- Výklenková kaplička Zmrtvýchvstání Spasitele v zatáčce směrem na Čakovec, datovaná 1893
- Kaple Panny Marie Růžencové, sv. Josefa a sv. Vojtěcha na návsi, pseudogotická z roku 1902
- Nový mlýn s dochovaným mlýnským kolem, pod hrází Kvítkovického rybníka